# Василий Михайлович (царевич)
Васи́лий Миха́йлович (14 (24) марта 1639 — 14 марта (4 апреля) 1639) — третий, младший сын Михаила Фёдоровича от второго брака с Евдокией Стрешневой, их последний ребёнок.
Получил традиционное великокняжеское имя «Василий», то же имя носил брат Филарета.

## Смерть и погребение
Скончался вскоре после рождения, через 2 месяца после кончины 6-летнего Ивана Михайловича, второго царского сына. Таким образом, линия престолонаследия первого русского царя из династии Романовых — Михаила Фёдоровича — оказалась под угрозой, так как в живых оставался только его старший сын Алексей Михайлович, которому все-таки было суждено выжить и стать следующим монархом.
Похоронен в Архангельском соборе. В числе бояр, несших его гроб и бдевших у него, были Василий Григорьевич Большой Ромодановский, князь Петр Григорьевич Ромодановский, князь Борис Михайлович Лыков-Оболенский, Василий Иванович Стрешнев, князь Иван Петрович Пронский-Рыбин и многие другие. Рядом с ним в 1645 году похоронили и его отца.
Эпитафия Василия гласит: «Лета 7147 марта в 25 день на праздник пресвятые богородицы честнаго и славнаго ея Благовещения в понедельник в девятом часу дни преставися раб божий благовернаго государя царя и великого князя Михаила Фёдоровича всея Русии самодержца и благоверные государыни царицы и великия княгини Евдокии Лукиановны сын благоверный царевич и великий князь Василий Михайлович всея Русии и погребен на сем месте».
После неблагополучных родов царевича Василия царица Евдокия в течение шести лет (1639—1645 гг.), до самой смерти царя, больше не рожала и, по свидетельству современников, с того времени «была перед прежним скорбна и меж супругами в их государском здоровье и в любви стало не по-прежнему». Царь с царицей молились преподобному Александру Чудотворцу Свирскому, мощи которого были обретены в течение тех же лет (1641 год), а в 1643 году царь устроил для них богатую серебряную раку, а царица «устроила швейным художеством своима рукама, со благородными своими чады (дочерьми), цветных сияет на плащанице образ св. Живоначальныя Троицы и преподобнаго отца Александра, и украсила златом и сребром и бисером (жемчугом) со драгим камением, и повелела положити на многочудесныя мощи преподобнаго…». Но детей больше им даровано не было.